# Flagelloscypha faginea
Flagelloscypha faginea är en svampart som först beskrevs av Marie Anne Libert, och fick sitt nu gällande namn av W.B. Cooke 1961. Flagelloscypha faginea ingår i släktet Flagelloscypha och familjen Niaceae.   Inga underarter finns listade i Catalogue of Life.